# Fort Wayne Mad Ants 2017-2018
La stagione 2017-18 dei Fort Wayne Mad Ants fu l'11ª nella NBA D-League per la franchigia.
I Fort Wayne Mad Ants vinsero la Central Division con un record di 29-21. Nei play-off persero la semifinale di conference con gli Erie BayHawks (1-0).

## Roster
| N° | Naz.                   | Ruolo | Sportivo            | Anno | Alt. | Peso |
| -- | ---------------------- | ----- | ------------------- | ---- | ---- | ---- |
| 0  | Stati Uniti (bandiera) | A     | Alex Poythress      | 1993 | 201  | 107  |
| 1  | Stati Uniti (bandiera) | G     | Je'lon Hornbeak     | 1994 | 191  | 86   |
| 3  | Stati Uniti (bandiera) | G     | Michael Orris       | 1994 | 191  | 88   |
| 5  | Stati Uniti (bandiera) | G     | Edmond Sumner       | 1995 | 198  | 84   |
| 6  | Stati Uniti (bandiera) | G     | Tra-Deon Hollins    | 1995 | 188  | 88   |
| 9  | Stati Uniti (bandiera) | A     | C.J. Fair           | 1991 | 203  | 98   |
| 11 | Stati Uniti (bandiera) | G     | Trey McKinney-Jones | 1990 | 196  | 100  |
| 13 | Stati Uniti (bandiera) | C     | Ike Anigbogu        | 1998 | 206  | 114  |
| 15 | Stati Uniti (bandiera) | G     | Walt Lemon          | 1992 | 191  | 82   |
| 17 | Stati Uniti (bandiera) | GA    | Stephan Hicks       | 1992 | 198  | 91   |
| 18 | Stati Uniti (bandiera) | GA    | DeQuan Jones        | 1990 | 203  | 100  |
| 20 | Stati Uniti (bandiera) | A     | Jarrod Uthoff       | 1993 | 206  | 100  |
| 21 | Stati Uniti (bandiera) | A     | Jamil Wilson        | 1990 | 201  | 104  |
| 22 | Israele (bandiera)     | A     | T.J. Leaf           | 1997 | 206  | 101  |
| 23 | Stati Uniti (bandiera) | C     | Skylar Spencer      | 1994 | 208  | 109  |
| 25 | Stati Uniti (bandiera) | GA    | Glenn Robinson      | 1994 | 198  | 101  |
| 26 | Stati Uniti (bandiera) | A     | Ben Moore           | 1995 | 203  | 91   |
| 32 | Croazia (bandiera)     | A     | Duje Dukan          | 1991 | 208  | 99   |
| 34 | Stati Uniti (bandiera) | C     | Adam Woodbury       | 1994 | 216  | 111  |

## Staff tecnico
- Allenatore: Steve Gansey
- Vice-allenatori: Norm Richardson, Jhared Simpson